# داکجی

تاکردن داکجی

کارت مورد استفاده برای بازی داکجی (딱지) با تا کردن دو قطعه کاغذ مربع شکل در یکدیگر ساخته می‌شود. بازیکن با برگرداندن کارت بازیکن دیگر برنده می‌شود. ورایتی شوی پرطرفدار و مشهور کره‌ای، رانینگ من، گاهی اوقات در ماموریت‌های خود از داکجی استفاده کرده‌است که به آگاهی نسبت به این بازی در سایر نقاط جهان کمک کرده‌است. مجموعهٔ اصلی نتفلیکس، بازی مرکب نیز در قسمت یک خود این بازی را توسط شخصیت اصلی نشان داده‌است.
روش بازی
برای بازی داکجی، شما به دو کارت کاغذی داکجی نیاز دارید. و در اینجا مراحل بازی آورده شده است:
ساخت کارت داکجی: برای ساخت کارت داکجی، می‌توانید از آموزش های آنلاین استفاده کنید.
روش شروع بازی: اول، طرفین بازی یک کارت برای خود انتخاب می‌کنند سپس یکی از کارت‌ها را روی زمین قرار دهند . بازیکن دیگر باید کارت خود را به گونه‌ای پرتاب کند که کارت روی زمین را برگرداند.
هدف بازی این است که با ضربه زدن کارت خود، کارت حریف را که روی زمین است، برگردانید. اگر موفق شوید، امتیاز می‌گیرید.
درآخر، این بازی نیاز به تمرین و دقت دارد. با تمرین بیشتر می‌توانید در این بازی حرفه‌ای شوید.

## در فرهنگ عامه
مجموعهٔ نتفلیکس کره‌ای در ژانر درام بقا، بازی مرکب، این بازی را نشان می‌دهد. این بازی در طول یک چالش اولیه بین شخصیت فروشنده گونگ یو و قهرمان اصلی سونگ گی هون (لی جونگ-جه)، انجام می‌شود.